# Pauvreté en Corée du Nord

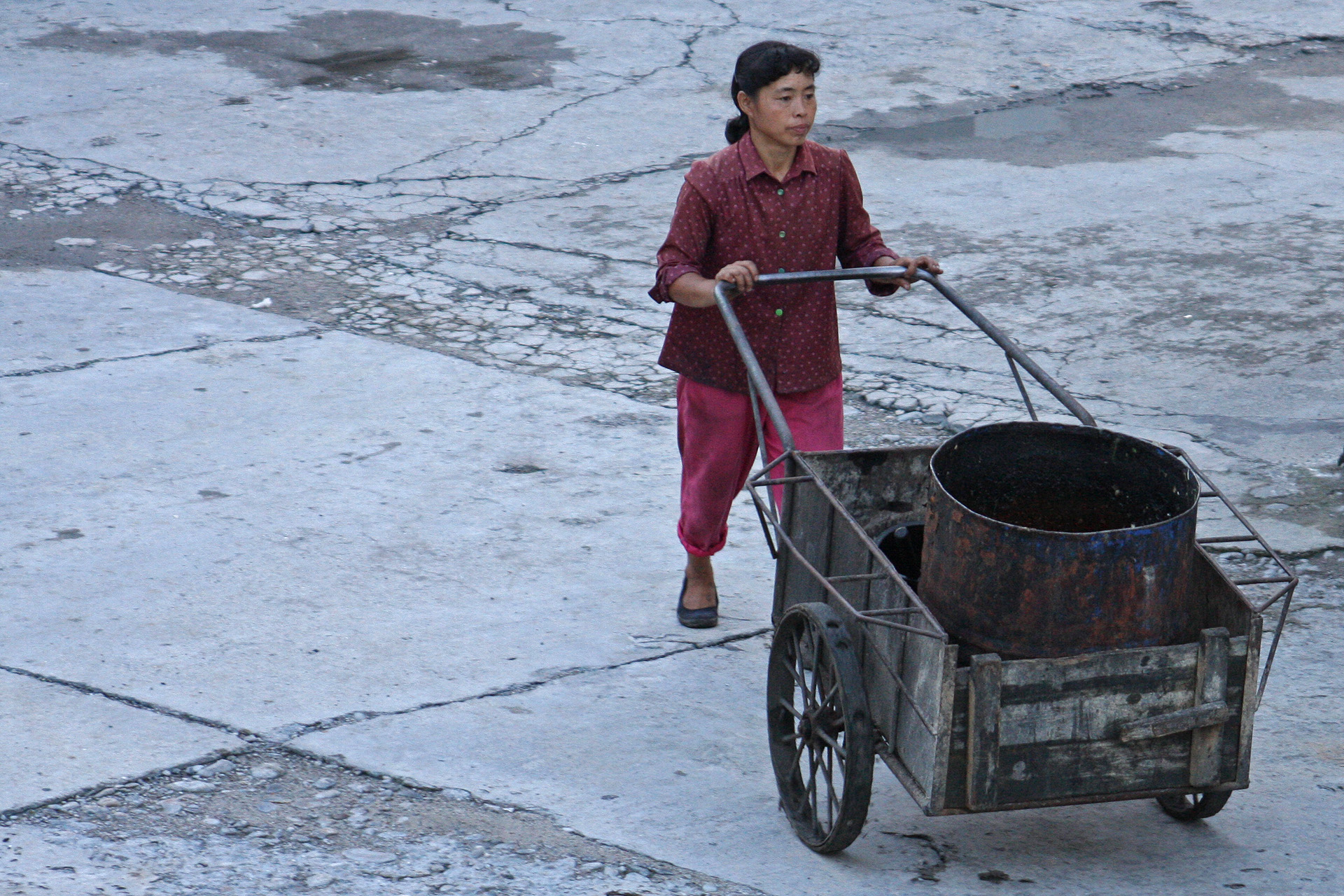
Une femme transportant un chariot en Corée du Nord.

La pauvreté en Corée du Nord est relativement étendue, bien qu'il soit difficile d'obtenir des données fiables en raison du manque de communication, de la censure du régime et de la manipulation des médias.
La pauvreté dans le pays est un sujet fréquemment médiatisé dans les pays occidentaux,,, en particulier en référence à la famine qui a touché le pays au milieu des années 1990,. Un rapport paru en 2006 suggère que la Corée du Nord a besoin d'environ 5,3 millions de tonnes de céréales par an pour nourrir correctement la population. Actuellement, on estime que le pays ne produit qu'environ 4,5 millions de tonnes, et compte donc sur l'aide étrangère pour combler le déficit. Un rapport plus récent, datant de 2014 suggère que la famine est désormais un mythe mais met en lumière des inégalités de richesse similaires à d'autres pays du monde.
La pauvreté en Corée est généralement attribuée à la mauvaise gouvernance du régime totalitaire. Certaines sources estiment que 60 % de la population de la Corée du Nord vit sous le seuil de pauvreté en 2020.